# Моамбэ
Моамбэ (груз. მოამბე, Вестник) — ежемесячный общественно-политический, научный и литературный журнал либерально-национального направления, издававшийся в Тифлисе на грузинском языке с января 1894 года по ноябрь 1905 года.

## История
Предшественником журнала был грузинский ежемесячный журнал «Сакартвелос моамбе», кратковременно издававшийся Ильёй Чавчавадзе в Тифлисе в течение 1863 года и закрытый им по личным и политическим причинам.
Издание журнала было возобновлено в начале 1894 году. Редактировал журнал Александр Чкония; издавали — Николай Гогоберидзе (1894), А. Джапаридзе (1895—1905). В журнале сотрудничали Илья Чавчавадзе, Акаки Церетели, Нико Николадзе, Важа-Пшавела, Александр Казбеги, Эгнате Ниношвили, Анастасия Эристави, Иване Джавахишвили, Эквтиме Такаишвили, Николос Хизанашвили, Александр Кипшидзе, Александр Хаханов, Якоб Гогебашвили, Луарсаб Боцвадзе, Владимир Агниашвили, Авксентий Цагарели и другие.
Журнал сыграл большую роль в общественной жизни Грузии, вокруг журнала объединились представители национального движения во главе с Нико Николадзе (группа «Меоре-Даси»). Николадзе считал, что будущее Грузии в следовании по пути установления политического, экономического и социального строя, существующего в западно-европейских странах и укрепления грузинской национальной буржуазии, что определило направленность журнала.